# Герульфінги
Герульфінги (нім. Gerulfinger, нід. Gerulfingen) або Голландський дім (нід. Hollandse Huis) — династія фризького походження, представники якої правили в графствах Голландія і Бентгайм.

## Походження
Родоначальником династії традиційно вважається Герульф Молодший (бл. 850—895/896) — граф у Західній Фрисландії і Кеннемерланді. Існує гіпотеза, заснована на ономастичних даних, за якою Герульф був сином або онуком Герульфа Старшого (пом. бл. 855), який згадується як граф у Фризії під час правління імператора Людовика I Благочестивого, і дочки Вали, абата Корвею. Існує також гіпотеза, що Герульф Старший, у свою чергу, був сином Теодорика, нащадка короля Фризії Радбода. Однак ніяких документальних підтверджень цих гіпотез не існує.
Традиційно дітьми Герульфа вважаються Валтгер (Валдгар) (пом. після 928), граф у області між Леком і Ейсселом, і Дірк I (пом. бл. 928/939), граф у області, яка пізніше отримала назву Голландія. Однак існують сумніви в тому, що вони були дітьми Герульфа. Припущення про Герульфа як про предка графів Голландії ґрунтується на вірші, написаному близько 1120 року, в якому графа Дірка I названо братом Валдгера. В іншому джерелі повідомляється про спорідненість Валдгера з Герульфом: «лат. Waldgarius Freso, Gerulfi filius». Цю фразу зазвичай перекладають як «Валдгер Фриз, син Герульфа», але існують деякі сумніви в подібному походженні Валтгера і Дірка. Валтгер був старшим від Дірка, проте саме Дірк успадкував графський титул, а Валтгер успадкував Тейстербант без титулу. Крім того, старший син Валтгера носив ім'я Радбод, тоді як за традицією старший син отримував ім'я на честь діда. Інший син Валтгера мав ім'я Гатто. Щоб пояснити ці факти, висунуто припущення, що Валтгер і Дірк були названими синами Герульфа, а слово filius означає не син, а вихованець. За цією гіпотезою, батьком Валтгера і Герульфа міг бути фризький граф Радбод, загиблий 874 року. Валдгер і Герульф тоді були малими і їхнім опікуном став Герульф, можливо, одружений із сестрою Радбода. Існують і інші думки, згідно з якими, Дірк міг бути названий братом Валтгера, оскільки один з них міг бути одружений із сестрою іншого. Хоча також існує й гіпотеза, яка пояснює, чому графський титул міг успадкувати молодший з двох синів. Відповідно до неї, Валтгер ворогував з фризьким маркграфом Ебергардом, якого, внаслідок цієї ворожнечі, убито 898 року, і тому Дірк міг отримати титул в обхід старшого брата.

## Історія

### Гілка графів Голландії
922 році Дірк I, граф Кеннемерленда, отримав від короля Західно-Франкської держави Карла III Простакуватого, до володінь якого в цей час входила Лотарингія, землі близько Егмонда — в містечку під назвою Бладелла. Саме від цієї події веде свою історію Голландське графство.
Про перших представників династії відомо не дуже багато. Вони носили титул граф Фризії або граф Західної Фрисландії. БІльша частина їхніх земель була болотистою і постійно затоплялася. Через це графство було малонаселеним, основне населення жило в дюнах на узбережжі і в укріплених районах біля річок. Тому перші графи намагалися розширити свої володіння за рахунок сусідніх територій. За правління графа Арнульфа почалися конфлікти із західними фризами, під час одного з яких він 993 року вдерся на їхню територію, але був убитий.
При сині Арнульфа, Дірку IV Єрусалимському (пом. 1039), 1001 року області, що перебували під його владою, вперше названо Голландією, хоча стара назва ще переважала. 1018 року Дірк III вступив у конфлікт з імператором Священної Римської імперії Генріхом II Баварським. Приводом до конфлікту стало будівництво замку Влардінґен у гирлі Маасу, завдяки чому значно зменшилися доходи від торгівлі в Утрехті. Імператор вирішив втрутитися і послав армію на чолі з герцогом Нижньої Лотарингії Готфрідом II, проте битва при Влардінґені 29 липня 1018 року закінчилася розгромом імперської армії, загибеллю багатьох воєначальників і полоном самого герцога Готфріда. Ця перемога зміцнила становище Дірка, а пізніше він ще й розширив свої володіння за рахунок земель єпископства Утрехт.
При нащадках Дірка III конфлікти з імператорами через захоплені землі продовжилися. Імператор Генріх III 1046 року особисто очолив похід проти графа Дірка IV, продовжив політику батька з захоплення земель, і змусив його повернути деякі завоювання. Однак після відходу імператора Дірк продовжив розоряти володіння єпископів Утрехта і Льєжа, а також вступив у союз із графами Ено, Фландрії і герцогом Нижньої Лотарингії Готфрідом III. 1047 року імператор Генріх захопив і зруйнував замок Райнсбург, але під час відступу його армія зазнала серйозних втрат, після чого союзники відкрито повстали проти імператора. Однак 13 січня 1049 року Дірка IV заманили в засідку біля Дордрехта і силами єпископів Утрехта, Льєжа і Меца убили. Його брат і спадкоємець Флоріс I, також загинув у одній з битв 1061 року.
Вдова Флоріса I, Гертруда Саксонська (пом. 1113), яка стала регенткою при малолітньому синові, Дірку V, не змогла перешкодити захопленню єпископом Утрехта Виллемом I спірних територій між єпископатом і графством, причому імператор Генріх IV затвердив це захоплення. Тоді Гертруда другим шлюбом стала дружиною Роберта I Фризького, брата графа Фландрії і Ено Бодуена VI, розділивши з ним управління Голландією. Після смерті брата 1070 року Роберт організував повстання проти малолітніх племінників, Арнульфа III і Бодуена II, що перебували під опікою матері. Він захопив Гент і оголосив себе графом Фландрії. З війни, що розгорілася, переможцем вийшов Роберт, який зберіг Фландрію. Ставши повнолітнім, Дірк V 1076 року за підтримки вітчима зміг відвоювати у єпископа Утрехта спірні території. Остаточно конфлікт з єпископами Утрехта згас під час правління сина Дірка V, Флориса II Товстого, який уклав мир з єпископом. Крім того, Флоріс зміг придбати Рейнланд (Лейден і околиці), а від 1101 року за Флорісом визнано титул граф Голландії. Відтоді назва Голландія остаточно витісняє назву Фризія.
Після смерті Флоріса II залишилися малолітні діти Дірк VI і Флоріс Чорний, опікункою стала їхня мати Петронела (Гертруда), дочка Тьєррі (Дітріха) II, герцога Верхньої Лотарингії. Законним графом був Дірк, однак 1129 року Флоріс Чорний за підтримки матері повстав проти брата, отримавши при цьому підтримку західних фризів і визнання за собою графського титулу з боку короля Німеччини Лотара і єпископа Утрехта. 1131 році брати помирилися, але незабаром Флоріс знову повстав. Король Лотар у серпні 1132 року зміг помирити братів, потім було придушене і повстання фризів. Але в жовтні того ж року Флоріса заманено в пастку і убито, після чого Дірк залишився єдиновладним правителем. Пізніше він завдяки шлюбу зі спадкоємицею графства Бентгайм зміг розширити свої володіння. Крім того, при Дірку VI посилився вплив графів Голландії на Утрехтську єпархію. Дірк постійно втручався у вибори нових єпископів і підтримував місто в боротьбі проти прелата. Це призвело до того, що в XIII столітті Утрехтське єпископство остаточно потрапило під контроль графів Голландії.
Син Дірка VI, Флоріс III, був вірним васалом імператора Фрідріха I Барбаросси. Він брав участь у двох італійських походах імператора, а також у Третьому хрестовому поході, під час якого і помер. Крім того, імператор дав Флорісу право збірати мито в Голландії, фактично легалізувавши практику, яка існувала від XI століття. При Флорісі почалося будівництво гребель і дамб, що викликало приплив селян у графство, і визначено кордон між графством і єпископством Утрехт. Також Флоріс почав завоювання Фрисландії.
При Флорісі почалася боротьба між Голландією і Фландрією за володіння Зеландією, яка тривала до кінця XIII століття. Фландрія, суверенітет якої простягався на всю південну Зеландію, володіла правами на гирла Шельди і, частково, Маасу і Рейну. Голландські графи здавна намагалися позбутися цього. Флоріс обклав фландрських купців новими податками, що викликало війну з графом Філіпом Фландрським, яка закінчилася поразкою Флоріса. Внаслідок цього він 1168 році мусив визнати Філіпа сюзереном Зеландії.
З нащадків Флоріса найбільшої могутності домігся граф Віллем II (лютий 1228 — 28 грудня 1256), якого після смерті антикороля Німеччини Генріха Распе 1247 році частина німецької шляхти, невдоволена політикою імператора Священної Римської імперії Фрідріха II Гогенштауфена, обрала 3 жовтня 1247 року у Ворінгені новим антикоролем. У цьому йому сприяли його дядько, герцог Брабанта Генріх II, і архієпископи Кельна, Майнца і Тріра. 8 листопада Віллема визнав королем Папа Римський Інокентій IV. Після п'ятимісячної облоги він взяв Аахен, де його й коронував 1 листопада 1248 року архієпископ Кельна Конрад фон Гохштаден. Однак реальну владу Віллем спочатку мав тільки в Рейнланді і для збільшення впливу йому довелося вести війну з королем Німеччини Конрадом IV. Після того, як Віллем розбив Конрада в битві при Оппенгаймі 1251 року, той був мусив відійти в Італію. Крім того, додаткову підтримку шляхти Віллем отримав завдяки шлюбу з дочкою герцога Оттона I Брауншвейзького. Однак після цього Віллем, фактично, передав владу над Німеччиною шляхті, яка вже незабаром зовсім перестала зважати на нього. Віллем не зважав на це, зайнятий війнами в своїх особистих володіннях. Тут Віллем боровся з Фландрією за контроль над Зеландією. У липні 1253 року він розбив фландрську армію у Вест-Каппелі, а рік по тому уклав з графинею Маргаритою Фландрською перемир'я. Його антифландрська політика погіршила відносини з Францією. Від 1254 року Віллем вів успішні війни проти західних фризів, але під час одного з походів, 28 січня 1256 року поблизу Хогвуда, під час спроби перетнути замерзле озеро Віллем втратив коня, який провалився під лід, і був убитий фризами, які сховали тіло. Тільки через 26 років, 1282 року, син і спадкоємець Віллема, Флоріс V, зміг знайти останки батька і поховати їх у Мідделбурзі.
1299 року, після смерті бездітного графа Яна I, його володіння успадкував граф Ено Іоанн II д'Авен.

### Гілка графів Бентгайма
Родоначальником гілки був Оттон I (бл. 1140/1145—1208/13 лютого 1209), син графа Голландії Дірка VI. При правнуках Оттона I рід розділився на 2 лінії: Оттон III став родоначальником лінії графів Текленбург, а Екберт I — лінії графів Бентгайма. Лінія нащадків Екберта згасла 1429 року зі смертю графа Бернгарда Бентгаймського. Лінія графів Текленбург обірвалася 1328 року зі смертю графа Оттона V.